# Jericho Rosales
Jericho Vibar Rosales, noto anche con lo pseudonimo di Echo (Quezon City, 22 settembre 1979), è un attore e cantautore filippino.
Entrato nel mondo televisivo all'età di diciassette anni, è divenuto noto alla fine degli anni novanta con le sue interpretazioni nelle serie Esperanza ed !Oka Tokat. La sua definitiva affermazione è arrivata nella celebre soap opera Pangako Sa 'Yo, a fianco di Kristine Hermosa.
È noto in America Latina grazie alla telenovela filippina Bridges of Love, dove interpreta il personaggio di Gabriel Napkil.

## Biografia
Nativo di Quezon, cresce nella città di Bula, Camarines Sur.
Nel 2011 ha iniziato una relazione con la modella australiana Kim Jones, con la quale si è sposato il 1º maggio 2014 a Boracay.

## Filmografia parziale

### Cinema
- Santa Santita, regia di Laurice Guillen (2004)
- Nasaan ka man (Wherever You Are), regia di Cholo Laurel (2005)
- Pacquiao: The Movie, regia di Joel Lamangan (2006)
- Baler, regia di Mark Meily (2008)
- Bonifacio: Ang Unang Pangulo, regia di Enzo Williams (2014)

### Televisione
- Bridges of Love (2015)
- The Legal Wife (2014)
- Betty La Fea (2009)
- Ikaw Lamang (2009)
- Kahit isang saglit (2008)
- Pangarap Na Bituin (2007)
- Panday (2005-2006)
- Bora: Sons of the beach (2005-2006)
- Sana'y Wala Nang Wakas (2003-2004)
- Pangako Sa 'Yo (2000-2002)
- Richard Amores' Lucy (1998-2000)
- Ang Munting Paraíso (1999-2002)
- Esperanza (1997-1999)
- !Oka Tokat (1997-2000)
- Kaybol (1996-1998)
- Nagmamahal Pa Rin Sa Iyo Pa Rin